# Union des femmes coloniales
Pour les articles homonymes, voir Union des femmes.
L'Union des femmes coloniales (UFC) est une organisation fondée en 1924 par Émilie Alvin, dont le but est d'accompagner les femmes belges de métropole avant, pendant et après leur séjour au Congo belge, par la création d'un réseau de solidarité entre les coloniales qui accompagnent leurs époux. L'UFC vise également l'amélioration des conditions de vie des femmes, tout d'abord coloniales, puis indigènes, au sein de la colonie belge. 

## Histoire
L'Union des femmes coloniales (UFC) est fondée à Bruxelles en 1923, officiellement en 1924, avec le soutien du ministère des colonies. Émilie Alvin en est la directrice, sa fille Jacqueline la secrétaire et son cousin Pierre Orts le président. Sa création correspond à la période où les femmes arrivent davantage au Congo. À cette époque, les femmes coloniales accompagnent leurs maris pour un ou plusieurs termes, d'une durée de trois ans chacun, et ces épouses sont la cible de l'UFC. 
À sa création, l'Union des femmes coloniales a comme but le « progrès constant des conditions de vie féminine et familiale au Congo, tant pour la société indigène que pour la société européenne ». L'UFC se veut également être un réseau de solidarité entre femmes coloniales, qu'il s'agisse de nouvelles arrivantes au Congo ou d'anciennes coloniales retournées en Belgique souhaitant partager leur expérience,.  
L'UFC s'organise autour de comité locaux, dont le premier voit le jour en 1924 à Kinshasa.
L'UFC est en lien avec le milieu féministe de l'époque, notamment avec le Conseil national des femmes belges. 

## Actions
L'Union des femmes coloniales agit à la fois en Belgique et au Congo. En métropole, l'UFC incite les femmes à partir pour le Congo. Elle propose des cours pour former les futures coloniales à leur vie sur le terrain avec l'Union coloniale belge ainsi qu'un centre de documentation. 
L'Union dispose d'un fonds pour aider financièrement les coloniales dans le besoin. 
En 1934, l'UFC organise le Salon de la femme coloniale avec le Lyceum club. Cet évènement rassemble de nombreuses personnalités coloniales.

## Bulletin de l'Union des femmes coloniales
L'organisation publie un Bulletin mensuel à partir de 1924, destiné aux coloniales résidant au Congo comme aux anciennes retournées en métropole. Il rassemble des articles généraux sur l'Afrique, et publie notamment des témoignages de femmes coloniales, notamment sans sa section « Correspondances », active jusqu'en 1937. Il opère dans un but d'information et de formation d'un réseau entre les anciennes et nouvelles femmes coloniales. Ce bulletin diffuse également des conseils sur la vie domestique, concernant les enfants ou la cuisine. Le Bulletin de l'Union des femmes coloniales rapporte également les avancées féministes de métropole et à l'international.
Il agit comme un vecteur de propagande pour encourager les femmes de métropole à s'implanter en Afrique. Il sert également d'outil pour répandre une « mythologie des pionnières ». Grâce aux témoignages publiés, le bulletin rend compte des conditions de vie des coloniales belges et du dépaysement de celles-ci.
Pendant la période coloniale, le bulletin de l'UFC est par exemple retrouvé dans les salles d'attente de cabinets médicaux, ainsi que dans plusieurs institutions coloniales.

## Outil de colonisation
Les membres de l'UFC ont une vision civilisatrice de leur mission, influencées par des valeurs occidentales et chrétiennes, et sont empreintes des croyances racistes de leur époque. Les femmes coloniales sont comparées aux colons hommes auxquels elles sont censées être complémentaires. Leur but est de faire que la femme belge soit une bonne femme coloniale et un modèle pour le Congo, tout en propageant les valeurs